# Colostygia blachierata
Colostygia blachierata är en fjärilsart som beskrevs av Culot 1919. Colostygia blachierata ingår i släktet Colostygia och familjen mätare. Inga underarter finns listade i Catalogue of Life.